# Catharinea yunnanensis
Catharinea yunnanensis är en bladmossart som beskrevs av Brotherus 1923. Catharinea yunnanensis ingår i släktet Catharinea, klassen egentliga bladmossor, divisionen bladmossor och riket växter. Inga underarter finns listade i Catalogue of Life.